# Крери (Лодзинське воєводство)
Крери (пол. Krery) — село в Польщі, у гміні Масловиці Радомщанського повіту Лодзинського воєводства.
Населення — 58 осіб (2011).
У 1975-1998 роках село належало до Пйотрковського воєводства.

## Демографія
Демографічна структура станом на 31 березня 2011 року:
|          | Загалом | Допрацездатний вік | Працездатний вік | Постпрацездатний вік |
| -------- | ------- | ------------------ | ---------------- | -------------------- |
| Чоловіки | 31      | 6                  | 20               | 5                    |
| Жінки    | 27      | 2                  | 13               | 12                   |
| Разом    | 58      | 8                  | 33               | 17                   |